# Hannus István
Hannus István (Besenyőtelek, 1950. május 27. – 2022. november 5.) magyar kémikus, egyetemi tanár, professzor emeritus. A kémiai tudományok kandidátusa (1992), a Magyar Tudományos Akadémia doktora (2000).

## Életpályája
Szülővárosában járta ki az általános iskolát. 1968-ban érettségizett a kazincbarcikai Irinyi János Vegyipari Technikumban. 1969–1974 között a József Attila Tudományegyetem Természettudományi Karának hallgatója volt; itt okleveles vegyész diplomát szerzett. 1974-től a Magyar Kémikusok Egyesülete tagja volt. 1974–1976 között a József Attila Tudományegyetem Alkalmazott Kémiai Tanszék ösztöndíjas gyakornoka, 1976–1985 között egyetemi tanársegéde, 1985–1993 között egyetemi adjunktusa, 1993-tól egyetemi docense, 2002-től egyetemi tanára volt. 1987–1988 között az USA-ban volt tanulmányúton. 1992-től a Magyar Zeolit Társaság tagja volt. 1993-tól a Magyar Tudományos Akadémia Katalízis Munkabizottság tagja, valamint a József Attila Tudományegyetem Természettudományi Kar Kari Tanácsának tagja volt. 1993-ban Belgiumban töltött négy hónapot COST ösztöndíjasként. 1993–1997 között a József Attila Tudományegyetem Természettudományi Kar Tanulmányi Bizottságának elnöke volt. 1997–1999 között a Magyar Tudományos Akadémia Heterogén Rendszerek Munkabizottságának tagja volt. 1998-ban egy hónapot volt Japánban AIST ösztöndíjasként. 1998–2000 között a József Attila Tudományegyetem Munkavédelmi Bizottságának elnöke volt. 1999–2002 között a Kémiai Tanszékcsoport Tanácsának vezető helyettese volt. 2000-ben a Magyar Tudományos Akadémia doktora lett. 2011-ben a Fizikai-kémiai és Szervetlen Kémiai Bizottság tagja volt. 2011-től a Szegedi Területi Bizottság tagja volt.

### Munkássága
1972–1974 között az aldehidek fotokémiáját kutatta. 1974–1980 között a ciklopropán vázizomerizációja NaY zeolitokon témakörben kutatott. 1978–1987 között a zeolitok szerkezet-módosítása dealuminálással volt a legfobtosabb kutatási területe. 1987-ben fémüvegek katalitikus tulajdonságait vizsgálta. 1988-ban a szénkémia felé fordult figyelme. 1989-től klórtartalmú vegyületek adszorpcióját vizsgálta zeolitokon, valamint a Fermi-rezonanciát tanulmányozta. 2000-től katalitikus hidrodehalogénezéssel foglalkozott. Tudománytörténeti munkássága Örkény István és a kémia kapcsolatának, valamint Szent-Györgyi Albert szegedi tevékenységének vizsgálatára és bemutatására terjedt ki. Egyetemi főkollégiumokat és speciálkollégiumokat tartott a kémiai technológia, petrolkémia és alternatív energiaforrások témakörében.
Temetése a szegedi Dugonics temetőben történt.

## Művei
- Zeolitok reakciója illékony, halogén tartalmú reagensekkel (1983)
- Kémia a Szegedi Tudományegyetemen (2011)
- Szent-Györgyi Albert a Délmagyarországban és a New York Timesban (2014)

## Díjai
- Széchenyi professzor ösztöndíj (1998-2001)
- Than Károly-emlékérem (2018)[4]